# Клубный кубок UNCAF 1983
1. перенаправление Турнир Фратернитад 1983